# Vance (Alabama)
Pour les articles homonymes, voir Vance.
Vance est une ville des comtés de Tuscaloosa et Bibb, en Alabama, aux États-Unis,.
La ville est habitée avant 1830. Elle s'appelait initialement Trion. En 1872, la ville est renommée Smallwood en l'honneur de Charles Smallwood. En 1879, la ville est baptisée Vance, en référence à William Vance, un médecin. Elle est incorporée en 1972.
L'entreprise Mercedes-Benz U.S. International (en) se situe à proximité de Vance. C'est la seule, de la marque, à être implantée en Amérique du Nord.

## Démographie
| 1880 | 1970 | 1980 | 1990 | 2000 | 2010  | - | - |
| ---- | ---- | ---- | ---- | ---- | ----- | - | - |
| 82   | 68   | 254  | 248  | 500  | 1 529 | - | - |

## Source de la traduction
- (en) Cet article est partiellement ou en totalité issu de l’article de Wikipédia en anglais intitulé « Vance, Alabama » (voir la liste des auteurs).